# Афиф

Мухафаза Афиф

Афи́ф (араб. عفيف‎) — город и одноимённая мухафаза в Саудовской Аравии, в административном округе Эр-Рияд. Располагается на трассе «Тарик 50» (Кувейт — Мекка), на высоте 1039 м над уровнем моря. По данным за 2004 год население Афифа составляет 39 581 человек, население мухафазы — около 80 тысяч человек.
По написанию название города совпадает с арабским именем Афиф.

## История
Город основан в 1910 году и находится в зоне кочёвки бедуинов племени Утайба. Также город известен тем, что здесь совершил первую посадку первый самолёт, принадлежавший первому королю Саудовской Аравии Абдул Азизу ибн Сауду.